# Kıvırcık Ali
Pour les articles homonymes, voir Ali.
Ali Özütemiz dit Kıvırcık Ali, né le 11 octobre 1968 à Tokat et mort le 11 janvier 2011 à Istanbul, est un chanteur turc de confession alévie. Il est l'un des principaux représentants de la musique traditionnelle turque. 

## Biographie

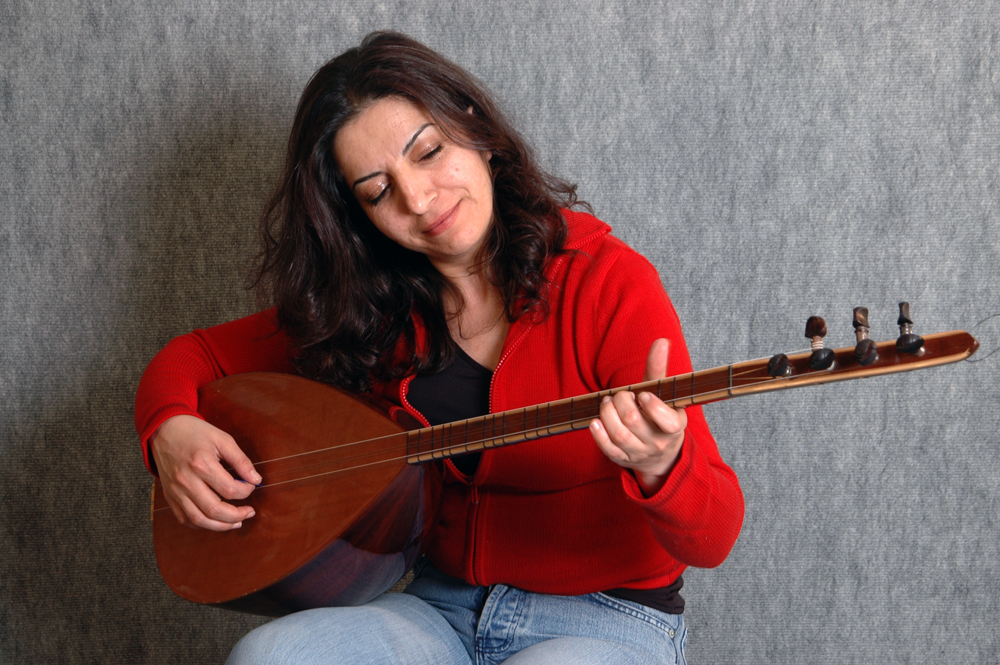
Une joueuse de saz, instrument principal de Kıvırcık Ali.

Kıvırcık Ali, de son vrai nom Ali Özütemiz, est né le 11 octobre 1968 dans le village d'Erenli qui se trouve dans la province de Tokat. Il est le benjamin d'une modeste famille alévie de neuf enfants. Son père, qui s'appelait aussi Ali et qui était comme lui musicien, est mort 37 jours avant sa naissance d'un accident de la route et, pour lui rendre hommage, son grand-père décide de l'appeler comme son fils défunt. Sa mère se prénomme Gülbahar. 
Élève intelligent, il doit néanmoins arrêter sa scolarité après l'école élémentaire faute de moyen. Son grand frère, Sadık, décide alors de l’amener à Istanbul en 1983. Il travaille d'abord chez un fabricant d'instrument de musique pendant environ deux ans et gagne entre-temps un concours de chant organisé par un cabaret non loin. Il s'inscrit par ailleurs dans un cours de musique payant mais abandonne au bout de trois mois à cause de sa situation financière. Il travaille ensuite dans un atelier de confection pendant trois ans et joue régulièrement du saz dans des cabarets et salles de fêtes pendant son temps libre. À cette période, on lui donne le surnom de « kıvırcık » (en français : « bouclé ») car ses cheveux étaient devenus longs et bouclés. Il gardera ce surnom, qui deviendra son nom de scène, tout au long de sa carrière même après sa calvitie. 
Il se marie en 1988 avec Şadıman avec laquelle il a eu un fils, l’aîné, Eren (qui deviendra également musicien et jouera même avec lui dans quelques émissions télévisées par la suite), et une fille, Ecemgül. Au début des années 1990, après avoir effectué son service militaire obligatoire, il réalise trois albums avec ses propres moyens mais n'arrivent pas à les sortir pour des raisons financières. Il fait alors la rencontre de deux autres musiciens, İbrahim Akkaya et Mustafa Yılmaz, avec lesquels il fondera le « groupe des Grues » (en turc : « Grup Turnalar ») en 1995. Avec ce groupe, il sortira deux albums, l'un en 1996 et l'autre en 1998, pour finalement continuer sa carrière en solo grâce à l'aide d'İbrahim Akkaya qui deviendra son producteur. Son premier album solo sort en 1999 et c'est ainsi qu'il débute véritablement sa carrière professionnelle pour devenir l'un des principaux représentants de la musique traditionnelle turque, coopérant avec de nombreux autres chanteurs (comme la chanteuse Yıldız Tilbe), faisant régulièrement des apparitions sur des chaînes audiovisuelles nationales, et réalisant de nombreux concerts principalement en Turquie et en Allemagne. 
Il meurt le 11 janvier 2011, vers 5 h 30 du matin (heure locale), d'un accident de la route, comme son père, lorsqu'il se rendait à l'aéroport d'Istanbul pour aller ensuite à une émission télévisée qui se déroulait à Ankara. Les autorités concluent que c'est à cause d'une chaussée trop glissante qu'il a perdu le contrôle de son véhicule (en 2016, le gestionnaire de la route sera condamné à de l’amende pour cette affaire). Le lendemain de sa mort, après une cérémonie religieuse dans un cemevi d’Avcılar où une foule importante s'est réunie pour lui rendre hommage, il est inhumé dans le cimetière de Hadımköy Gülbahçe à Esenyurt.

## Discographie

### Albums collaboratifs
- 1996 : Türkülerden Türkülere Yol Eyledik (avec son groupe)
- 1998 : Türküler Kimliğimiz (avec son groupe)
- 2002 : Türküler Ve Şiir (avec la chanteuse Pınar Erkmen)
- 2003 : Kıvırcık Ali Arzu Düet (avec la chanteuse Arzu)

### Albums solo
- 1999 : Gül Tükendi Ben Tükendim
- 2000 : Isırgan Otu
- 2004 : Üçüncü Gurbet
- 2006 : Geriye Dönün Seneler
- 2008 : Hepimize Yeter Dünya

### Albums posthumes
- 2011 : Onbir Bir İkibinonbir Veda
- 2014 : Hasret

### Apparitions
- 2002 : Dinle Sevgili Ülkem
- 2005 : Şeyda Türküler, Vol. 1
- 2009 : Aydın Öztürk Bestelerini Söylediler, Vol. 2
- 2013 : Pir Sultan Abdal Dostları
- 2015 : Aleviler'e Kalan II

## Récompenses
- 2011 : Prix honorifique, récupéré par son fils, à la cérémonie des récompenses de Tokat qui s'est déroulé à Istanbul[3]
- 2012 : Prix spécial à la cérémonie des récompenses des chaînes audiovisuelles Kral TV et FM[4]